# Вербовка (Тернопольская область)
Вербовка (укр. Вербівка) — село в Скала-Подольской поселковой общине Чортковского района Тернопольской области Украины.
До 2020 года входило в Борщёвский район.
Код КОАТУУ — 6120888102. Население по переписи 2001 года составляло 239 человек.

## Географическое положение
Село Вербовка находится на правом берегу реки Збруч, которая окружает село с трёх сторон,
выше по течению на расстоянии в 1 км расположено село Подпилипье,
ниже по течению на расстоянии в 1,5 км расположено село Залучье,
на противоположном берегу — сёла Подпилипье и Подоляны.